# Савоград
Савоград је градска четврт општине Нови Београд. Налази се у оквиру блока 20. између хотела Хајат и Континентал, Сава центра и Генекс апартмана. Укупна површина кварта је око 35.000 m², у оквиру чега је 12.000 m² стамбеног простора. У оквиру Савограда се налази и пословни простор, у који спада и више ресторана и фитнес центара. Планирана је и изградња два трга и две скулптуре које ће бити повезане мостом. Изградња Савограда је почела током 2006. године, а завршена у јуну 2010. године.